# Eftertid
|  | Denne artikel er oprettet af botten Steenthbot ud fra en ekstern database. Den kan derfor have sproglige fejl eller mangler. Denne skabelon kan fjernes efter kontrol af indholdet. |

Eftertid er en dansk kortfilm fra 2018 instrueret af Hannah Elbke.

## Medvirkende
- Isa Marie Henningsen
- Emma Silja Sångren
- Laura Kjær